# Eva Maria Maier (Juristin)
Eva Maria Maier (* 27. Januar 1959 in Hollabrunn) ist eine österreichische Juristin und Hochschullehrerin.

## Leben
Von 1977 bis 1981 studierte sie Rechtswissenschaften. Nach der Promotion 1981 zur Dr. iur. war sie ab 1984 Gründungsmitglied und Universitätsassistentin am Institut für Rechtsphilosophie und Rechtstheorie an der Universität Wien. Nach der Habilitation 1995 bei Gerhard Luf und Wolfgang Schild für die Fächer Rechtsphilosophie und Religionsrecht war sie seit 1997 außerordentliche Universitätsprofessorin am Institut für Rechtsphilosophie und Rechtstheorie in Wien.
Ihre Forschungsschwerpunkte sind politische Philosophie (und Geschichte der Politischen Philosophie), aktuelle Menschenrechtsprobleme (inkl. Armutsforschung), Demokratietheorie, Strafrechtsphilosophie und Tierethik.

## Schriften (Auswahl)
- Teleologie und politische Vernunft. Entwicklungslinien republikanischer Politik bei Aristoteles und Thomas von Aquin. Baden-Baden 2002, ISBN 3-7890-7781-X. library.oapen.org
- Rechtsphilosophie und Rechtsethik. Studienjahr 2022/2023. Wien 2022, ISBN 3-214-02609-7.